# Otto Rudolf Holmberg
Otto Rudolf Holmberg (Simrishamn, 1º febbraio 1874 – 28 dicembre 1930) è stato un botanico svizzero.

## Biografia
Nel 1893, studiò a Lund, dove dal 1909, prestò servizio come curatore dell'istituto botanico. Durante la sua carriera intraprese diversi viaggi di studio botanici in Scandinavia.
La sua opera principale fu "Skandinaviens flora", pubblicato in quattro parti dal 1922 al 1931.